# جفری فوت
جفری فوت (انگلیسی: Geoffrey Foot; ۱۹ مهٔ ۱۹۱۵ – ۹ سپتامبر ۲۰۱۰) تدوین‌گر اهل بریتانیا بود. وی یکی از بنیانگذاران انجمن تدوینگران فیلم و تلویزیون بریتانیا بود.

## فیلم‌شناسی
- آفتاب‌سوختگی (۱۹۷۹)
- شاهد عینی (۱۹۷۰)
- ازجان‌گذشتگان (۱۹۶۹)
- چنگیزخان (۱۹۶۵)
- آقای توپاز (۱۹۶۱)
- وقتی دیگر، مکانی دیگر (۱۹۵۸)
- دردسر در فروشگاه (۱۹۵۳)
- دیوار صوتی (۱۹۵۲)